# Tethyaster canaliculatus
Tethyaster canaliculatus är en sjöstjärneart som först beskrevs av A.H. Clark 1916.  Tethyaster canaliculatus ingår i släktet Tethyaster och familjen kamsjöstjärnor.
Artens utbredningsområde är Californiaviken. Inga underarter finns listade i Catalogue of Life.